# Gerd Preusche
Gerd Preusche (* 4. Juni 1940 in Werl; † 26. April 2001 in Berlin) war ein deutscher Schauspieler.

## Leben
Gerd Preusche wuchs in Dresden auf und studierte Schauspiel an der Theaterhochschule Leipzig. 1974 begann er seine Theaterlaufbahn im damaligen Karl-Marx-Stadt, hier arbeitete er mit Regisseuren wie Hartwig Albiro, Siegfried Höchst und Irmgard Lange. Ebenfalls in Karl-Marx-Stadt begann für Preusche eine langjährige Zusammenarbeit mit Frank Castorf, dem er zunächst an das Deutsche Theater Berlin und später an die Volksbühne folgte. Neben Castorfs Inszenierungen spielte er in Berlin unter Leander Haußmann, Johann Kresnik oder Andreas Kriegenburg.
Bekannte Rollen Preusches waren Karl Moor in Friedrich Schillers Räubern, der Schmied Wittig in Die Weber von Gerhart Hauptmann oder Gunter in Die Nibelungen – Born Bad, weiter spielte er unter anderem in Woyzeck von Georg Büchner, Hauptmanns Einsame Menschen und Karl Grünbergs Golden fließt der Stahl. Wenige Wochen vor seinem Tod stand er zuletzt in dem Stück Paul + Paula. Die Legende vom Glück ohne Ende in einer Inszenierung Leander Haußmanns auf der Bühne.
Seit 1967 arbeitete Preusche auch für das Fernsehen, zunächst nur sporadisch, nach 1990 war er regelmäßig auf dem Bildschirm präsent. Neben Gastauftritten in Serien wie Polizeiruf 110 oder dem Tatort, verkörperte er 1997 den SPD-Politiker Hans-Jürgen Wischnewski in Heinrich Breloers vielfach ausgezeichnetem Doku-Drama Todesspiel. Gelegentlich übernahm Preusche auch Rollen in Hörspielproduktionen.
Gerd Preusche erlag 60-jährig einem Krebsleiden. Er war der Vater des derzeitigen Schauspieldirektors des Chemnitzer Theaters Carsten Knödler.

## Filmografie (Auswahl)
- 1967: Er ging allein
- 1974: Der Zylinder
- 1983: Zufälliger Tod eines Anarchisten (TV-Theateraufzeichnung)
- 1984: Kleinbürger (TV-Theateraufzeichnung)
- 1984: Schnauzer
- 1986: Ernst Thälmann
- 1987: Vernehmung der Zeugen
- 1990: Versteckte Fallen
- 1991: Jugend ohne Gott
- 1991: Polizeiruf 110 – Das Treibhaus
- 1991: Polizeiruf 110 – Thanners neuer Job
- 1992: Im Sog der Angst
- 1992: Karl May (Serie, 6 Folgen als Richard Plöhn)
- 1993: Alkestis
- 1993: Tatort – Verbranntes Spiel
- 1993: Polizeiruf 110 – Blue Dream – Tod im Regen
- 1994: Die Vergebung
- 1995: Doppelter Einsatz – Keinen Widerstand
- 1995: Polizeiruf 110 – Schwelbrand
- 1996: Die Männer vom K3 – Kurz nach Mitternacht
- 1996: Der Schattenmann
- 1996: Lautlose Schritte
- 1996: Polizeiruf 110 – Der Pferdemörder
- 1996: Fähre in den Tod
- 1997: Todesspiel
- 1997: Polizeiruf 110 – Die falsche Sonja
- 1998: Ein starkes Team – Auge um Auge
- 1998: Eine Lüge zuviel
- 1999: Wolffs Revier – Bangkok – Berlin
- 1999: Klemperer – Ein Leben in Deutschland
- 2000: Dr. Sommerfeld – Neues vom Bülowbogen – Letzte Rettung
- 2000: Tatort – Tödliches Verlangen
- 2000: Die Männer vom K3 – Tyrannenmord
- 2000: Polizeiruf 110 – La Paloma
- 2001: Die Kumpel – Mannis Heimkehr

## Hörspiele
- 1983: Hans im Glück – Autor: Joachim Brehmer – Regie: Achim Scholz
- 1992: Ganymed – Autor: Dirk Heidicke – Regie: Wolfgang Rindfleisch
- 1992: Bunker – Autor: Christian Martin – Regie: Wolfgang Rindfleisch
- 1993: Der König Richter – Regie: Karlheinz Liefers
- 1996: Die erste Liebe des Hodscha Nasreddin – Autor: Timur Zulfikarov – Regie: Alexander Ponomarev
- 1999: Bad Girl Franzi – Autorin: Mona Winter – Regie: Alexander Schuhmacher